# Sistemski krvni obtok
Sistemski krvni obtok je del srčnožilnega sistema, ki prenaša oksigenirano kri od srca v ostala tkiva po telesu in vrača deoksigenirano kri zopet v srce. V nasprotju s sistemskim krvnim obtokom prenaša pljučni krvni obtok kri od srca do pljuč in obratno.
Po zgornji in spodnji votli veni vstopa kri v desni srčni preddvor. Ta kri je deoksigenirana (vsebuje manj kisika, saj se je porabil v tkivih). Sledi prehod krvi v desni prekat prek trikuspidalne zaklopke. Od tam kri potuje preko pljučne zaklopke po pulmonalnem trunkusu do pljuč, kjer se oksigenira (privzame kisik, odda ogljikov dioksid). Iz pljuč gre oksigenirana kri po štirih pljučnih venah v levi preddvor in nato preko mitralne zaklopke v levi prekat. Ta jo iztisne v aorto in periferne arterije, ki oskrbujejo tkiva. Prek vedno manjših arterij se kri steka v kapilare, kjer se vrši izmenjava plinov, hranil in odpadnih snovi med krvjo in tkivi, nato pa se kri spet vrača v vene in po njih v srce.